# Szafa (Olsztyn)

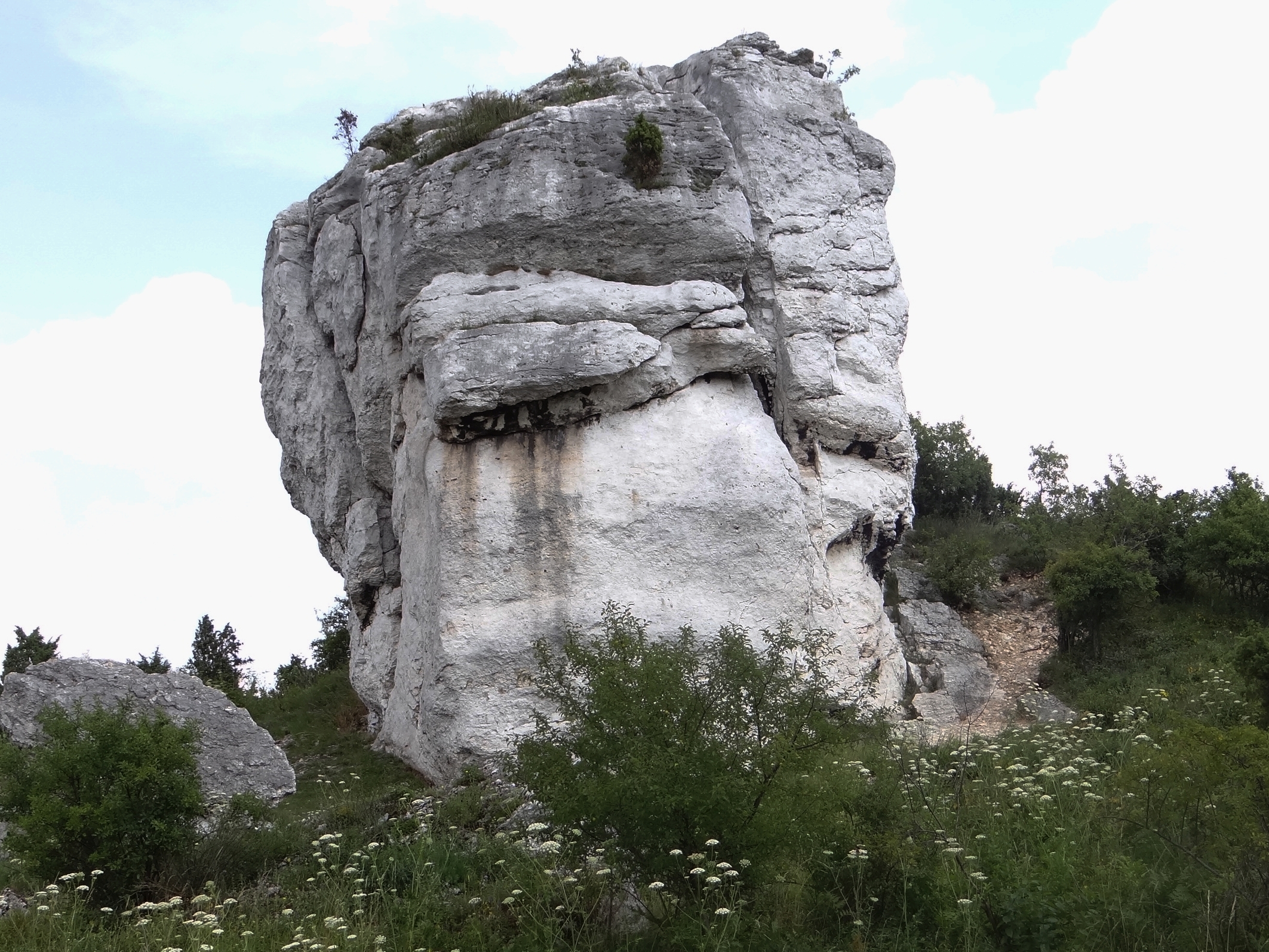

Szafa – skała  na  wzgórzu Cegielnia na Wyżynie Częstochowskiej, we wschodniej części miejscowości Olsztyn w województwie śląskim, w powiecie częstochowskim, w gminie Olsztyn. Jest to samotny ostaniec w południowej części wzgórza.
Należy do grupy skał zwanych Grupą Dziewicy. Zbudowana jest z wapieni, ma wysokość 11-14 m, lite, połogie i pionowe lub przewieszone ściany z filarem. Wspinacze poprowadzili na niej 26 dróg wspinaczkowych o trudności III – VI.4+ w skali Kurtyki. Mają wystawę północno-zachodnią, południowo-wschodnią lub południowo-zachodnią.

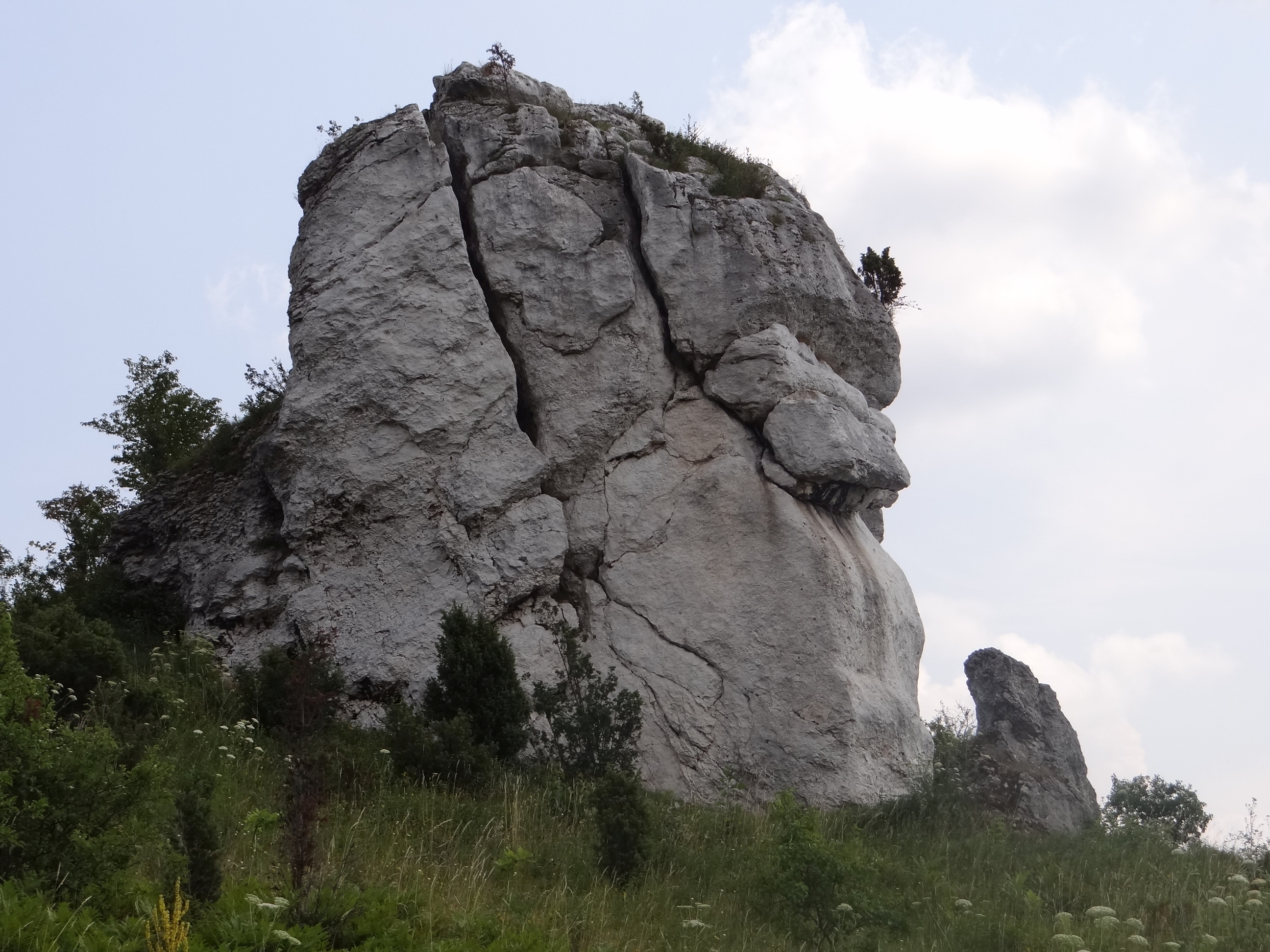